# Філюк Олексій Петрович
Олексій Петрович Філюк (нар. 5 серпня 1984, с. Шушківці,  Україна) — український релігійний діяч, громадський активіст, волонтер, блогер, член національної спілки журналістів України. 
2021 року потрапив у «ТОП-100 блогерів» за версією телеканалу «ICTV».

## Життєпис
Олексій Філюк народився 5 серпня 1984 в селі Шушківцях, нині Лановецької громади Кременецького району Тернопільської области України. З десяти років прислуговував у храмі.
Навчався в Білозірській загальноосвітній школі. Закінчив Тернопільську духовну семінарію. Нині настоятель храмів Успіння Пресвятої Богородиці в Шушківцях та Святого архістратига Михаїла в Білозірці Кременецького району.
Від 2014 року в Шушківцях працює керівником будинку культури та менеджером агрохолдингу. Очільник ансамблю «Гомін».
2024 року видав книжку «365 християнських пісень на кожен Божий день».
На 27 лютого 2025 року піклується про чотирьох синів.

### Громадська діяльність
Постійно організовує збір продуктів та необхідних речей для бійців, котрі захищають східні кордони України. У лютому 2024 року вступив до Національної спілки журналістів України 

### Захоплення
Веде в Youtube та Instagram кулінарний блог.

## Відзнаки
- лауреат конкурсу «Людина року» (2018, Тернопільщина)[11],
- «Кращий сучасний священик» — за версією журналу «City Life» (2019)[12],
- лауреат телепремії «Гордість Тернопілля» — у номінації «Духовний наставник року» (2021)[13],
- орден Архістратига Михаїла II ступеня (2021)[14].